# Гарсия, Дэни
Дэни Гарсия (англ. Dany Garcia, род. 29 ноября 1968, Белвилл, Нью-Джерси) — американская предпринимательница, профессиональный бодибилдер IFBB и продюсер. Гарсия является основателем GSTQ, генеральным директором и председателем The Garcia Companies и TGC Management, курирующим портфель брендов в сфере бизнеса, развлечений и питания, включая TGC Management, Seven Bucks Companies, Teremana Tequila, Athleticon и Project Rock Collection в Under Armour, VOSS, Atom Tickets, Salt & Straw, ZOA Energy, Acorns и XFL.
Она начала свою карьеру в финансовой компании Merrill Lynch в 1992 году, а в 2008 году взяла на себя роль управляющего карьерой Дуэйна Джонсона. В 2012 году Гарсия стала соучредителем продюсерской компании Seven Bucks Productions, которая с тех пор выпустила несколько фильмов с Джонсоном в главной роли. Среди фильмов, вошедших в каталог компании, — «Спасатели Малибу» (2017), один из самых кассовых фильмов Sony всех времен — «Джуманджи: Зов джунглей» (2017), «Шазам!» (2019), «Форсаж: Хоббс и Шоу» (2019), «Джуманджи: Новый уровень» (2019), «Круиз по джунглям» (2021) и «Черный Адам» (2022).

## Карьера
В марте 2016 года Гарсия и Джонсон в партнерстве с американским производителем одежды для фитнеса Under Armour запустил бренд Project Rock. Первый предмет его партнерства с Under Armour, спортивная сумка, был распродан за пару дней. Второй предмет, чёрная футболка с фирменным быком Брахма, был распродан после того, как он появился в ней на WrestleMania 32. Джонсон также выпустил приложение-будильник в рамках Project Rock, которое получило более миллиона загрузок в первую неделю после выхода. С тех пор они выпустили кроссовки, наушники и другую одежду. В январе 2021 года Project Rock стал официальной обувью UFC.
В 2019 году Джонсон объявил, что вместе с Дэни Гарсиа запускает собственное соревновательное шоу по бодибилдингу под названием Athleticon. Оно должно составить конкуренцию другим давно существующим шоу бодибилдинга, таким как «Арнольд Классик» и «Мистер Олимпия» Джо Вайдера. Дебют шоу должен был состояться в октябре 2020 года в Атланте, Джорджия, но планы были нарушены пандемией COVID-19.
3 августа 2020 года Дуэйн Джонсон и Дэни Гарсия возглавили консорциум с RedBird Capital Джерри Кардинале, чтобы приобрести лигу американского футбола XFL за 15 миллионов долларов.
В марте 2021 года Джонсон и Гарсия запустил бренд текилы Teremana.

## Личная жизнь
Гарсия познакомилась с Дуэйном Джонсоном во время учёбы в колледже, и 3 мая 1997 года они поженились. Выйдя замуж за Джонсона, она вошла в знаменитую самоанскую семью Аноа’и. У них есть один общий ребёнок — Симона. 1 июня 2007 года они объявили, что расходятся полюбовно. Развод был оформлен в мае 2008 года. В 2014 году Гарсия вышла замуж за культуриста и консультанта TGC Management по фитнес-индустрии Дейва Ренци. Гарсия также является культуристкой и часто приписывает этому виду спорта свою неумолимую натуру в бизнесе. Впервые она приняла участие в соревнованиях в 2011 году, а в 2014 году получила карту IFBB Pro. Она стала первой спортсменкой в дивизионе женского бодибилдинга, подписавшей контракт с Weider.
Гарсия занимает несколько должностей в советах директоров. В 2008 году она основала фонд Beacon Experience, который работает с детьми из группы риска, чтобы дать им возможность преодолеть экономические и социальные барьеры и продолжить образование после средней школы. В том же году она была избрана в совет директоров Pediatrix Medical Group, Inc..